# Papavilla
Papavilla (del original en inglés Popetown) es una serie de dibujos animados producida por la BBC en el Reino Unido, nunca fue emitida en dicho país.El 15 de abril del 2007 fue transmitida en MTV Latinoamérica. La serie sigue la vida del padre Nicholas, un sacerdote que trabaja en una ciudad que hace parodia de la Ciudad del Vaticano llamada Popetown, o Papavilla en español. Nicholas se encarga de mantener alejado al Papa del mundo exterior, para evitar que el resto del mundo se entere de que es un loco con la edad mental de un niño. Entre los personajes también se encuentra un sacerdote depravado sexual y tres obispos corruptos que buscan hacerse ricos a espaldas del Papa.
La serie ha tenido mucha controversia al tocar un tema tan delicado como lo es la religión y sus máximos representantes. Los episodios de la serie fueron sacados en DVD debido a la censura en ciertos países.

## Personajes
La serie no especifica nombres y todos los personajes son ficticios. 
El Papa: Es pequeño, malcriado y caprichoso como un niño. Le gusta jugar al escondite en los jardines de Popetown (la Ciudad del Vaticano en la serie) y jugar con la cruz saltarina, su juguete favorito. Debido a su mentalidad infantil no se da cuenta de los intereses egoístas del clero en Popetown. Le gustan los extraterrestres y es agresivo con todo el mundo. Su frase más común es "Te odio, Dios te va a castigar" cuando no se cumplen sus caprichos infantiles. Además de malcriado, suele demostrar una completa ignorancia de la religión católica, y piensa que ser papa es como ser una especie de rey. 
Padre Nicholas: Fue llamado por los cardenales para encargarse del papa y sus asuntos. Anteriormente cuidaba a niños parapléjicos en un orfanato y les enseñaban trucos de circo (dato revelado en el primer episodio). Nicholas se encarga de ocultar al papa de las personas y los medios para que no se enteren de que tiene la mentalidad de un niño de 4 años. Es también el que más cordura tiene en la serie; no tiene vicios ni deseos de enriquecimiento como la mayoría de los personajes, aunque puede desesperarse un poco.
A pesar de ser bueno, él es más leal a la religión católica y cree profundamente 
que, en el fondo, el papa es el más cuerdo de Popetown, lo cual es blanco de muchas humillaciones por parte del papa. 
Hermana Mary: Es muy extraña en realidad, no entiende muchas cosas. Es la mano derecha del padre Nicholas, aunque la mayoría de las veces él lo termine haciendo todo porque ella, la mayoría de las veces, no comprende. Tiene la costumbre de despertar al padre Nicholas al alba y llevarle un desayuno. Éste siempre duerme vestido y con zapatos deportivos por lo que siempre se queja de esto. En el episodio número dos el padre dice: "Hermana Mary, ¿por qué me despiertas tan temprano?" La Hermana Mary responde: "Para que sea yo el primer rostro que vea".(Lo dice con pasión y cierta emoción) ella calla y sigue todo normal.
Los Cardenales: Su objetivo es enriquecerse a espaldas del papa, usando su figura y la de Cristo como publicidad. Son tres y nunca se mencionan sus nombres. Solo se les dice sus eminencias como en realidad se dirigen los católicos a los altos jerarcas del Clero. Odian a opray solo porque es más rica que ellos.
La Hermana Penélope: Es la reportera de Noticias Popetown. Parece desinteresada y egoísta que solo busca buena imagen para la publicidad de las obras y actos de Popetown. Siempre está acompañada de un clérigo vestido de púrpura con las señales comunes del sacerdocio.
Otros personajes; Suelen ser extranjeros o visitas oficiales de presidentes al papa.

## Publicidad de la Serie
En el Reino Unido se utilizó a Jesucristo viendo televisión para la publicidad de dicha serie. Sin embargo, la publicidad de MTV Latinoamérica consta de un comercial en el cual se incluyen escenas de los créditos iniciales de la serie en matiz rojo. Al mismo tiempo, se incluyen declaraciones en contra de la serie de algunas autoridades y grupos católicos. Todas éstas incluyen sus referencias y son leídas también por un locutor. Las frases mencionadas son:
Contaminación mental

Un escupitajo a nuestra religión

Autocensurada por la televisión británica

Boicoteada por católicos de Nueva Zelanda

Este 15 de Abril, ¿nos vamos a ir al infierno?

Papavilla, el último milagro de la animación

Son 10 capítulos todos disponibles en DVD sin censura.

## Controversia en Chile
El grupo derechista Muévete Chile fue quien se opuso a la transmisión de esta serie. Primero trataron de que -VTR Globalcom- la sacara de la programación, pero el cableoperador respondió que no podía hacerlo porque era parte de una parrilla la cual ellos por Contrato no podían modificar. Entonces los suscriptores de Muévete Chile enviaron miles de correos a los auspiciadores de la serie, lo que provocó que algunos de ellos como la cerveza Escudo (CCU) diera de baja sus comerciales en dicha serie. La controversia quedó plasmada en el Blog "No me pasen a llevar". A pesar de la movilización y de que se puso una denuncia ante el CNTV (Consejo Nacional de la Televisión, Chile) que es la que regula los contenidos de la televisión en Chile, con una estrecha votación 5 contra 4 votos, Papavilla se siguió emitiendo a través de MTV. El CNTV solo puede actuar después de la emisión de cada capítulo, por lo que su dictamen fue solo sobre los capítulos emitidos a esa fecha. El CNTV puede seguir recibiendo denuncias y formular cargos contra algún capítulo posterior si así lo consideran los Consejeros.
Debido a estas manifestaciones la gente en Chile sintió curiosidad por la serie, de la que los operadores reconocen la audiencia fue muy baja. De los 10 capítulos programados solo se transmitieron 8.